# Łapkiejmy
Łapkiejmy (deutsch Lapkeim) ist ein Ort in der polnischen Woiwodschaft Ermland-Masuren. Er gehört zur Gmina Bartoszyce (Landgemeinde Bartenstein) im Powiat Bartoszycki (Kreis Bartenstein).

## Geographische Lage
Łapkiejmy liegt in der nördlichen Mitte der Woiwodschaft Ermland-Masuren, neun Kilometer nördlich der Kreisstadt Bartoszyce (deutsch Bartenstein).

## Geschichte
Das einst Lapkaime, nach 1404 Lapckeim genannte kleine Dorf wurde 1874 als Landgemeinde in den Amtsbezirk Polkitten (polnisch Pełkity) im ostpreußischen Kreis Friedland (er wurde 1927 in „Kreis Bartenstein“ umbenannt) aufgenommen.
Im Jahre 1910 registrierte man in Lapkeim 112 Einwohner. Die Landgemeinde vergrößerte sich, als am 30. September 1928 die beiden Gutsbezirke Loschkeim (polnisch Łoskajmy) und Perkau (polnisch Parkoszewo) eingemeindet wurden: im Jahre 1933 belief sich die Einwohnerzahl auf 323, im Jahre 1939 auf 288.
In Kriegsfolge kam 1945 das gesamte südliche Ostpreußen zu Polen. Lapkeim erhielt in diesem Zusammenhang die polnische Namensform „Łapkiejmy“ und ist heute eine Ortschaft im Verbund der Landgemeinde Bartoszyce (Bartenstein) im Powiat Bartoszycki (Kreis Bartenstein), zwischen 1975 und 1998 der Woiwodschaft Olsztyn, seither der Woiwodschaft Ermland-Masuren zugehörig.

## Kirche
Bis 1945 war Lapkeim in die evangelische Kirche Schönbruch (nördlicher Teil russisch Schirokoje, südlicher Teil polnisch Szczurkowo) in der Kirchenprovinz Ostpreußen der Kirche der Altpreußischen Union, außerdem in die römisch-katholische Kirche in Bartenstein im damaligen Bistum Ermland eingepfarrt.
Heute gehört Łapkiejmy katholischerseits zur Pfarrei Bezledy (Beisleiden) im jetzigen Erzbistum Ermland, evangelischerseits zur Kirche in Bartoszyce, einer Filialkirche von Kętrzyn (Rastenburg) in der Diözese Masuren der Evangelisch-Augsburgischen Kirche in Polen.

## Verkehr
Łapkiejmy ist über zwei Nebenstraßen zu erreichen: von der Woiwodschaftsstraße 512 (einstige deutsche Reichsstraße 142) bei Szczurkowo (Schönbruch) und von der Landesstraße 51 (einstige deutsche Reichsstraße 134) bei Bezledy (Beisleiden). Eine Anbindung an den Bahnverkehr besteht nicht.